# Molnár-sziget

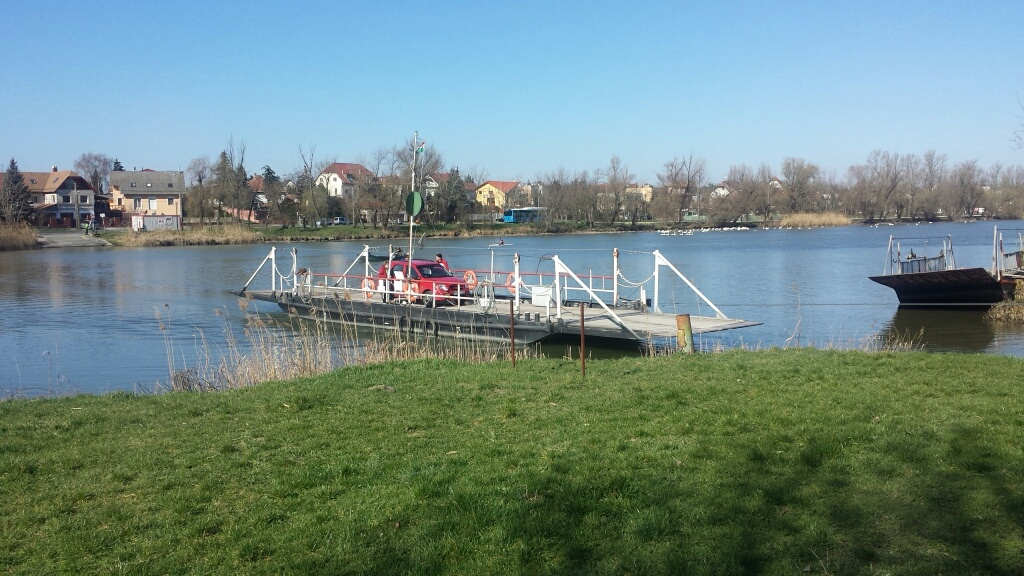
Bilfärjan till Molnár.

Molnár-sziget eller bara Molnár (Molnár-ön, eller bokstavligen Mjölnar-ön) är en ö i Donau, i södra Budapest. Ön är företrädesvis ett fritidsområde, med många sommarstugor. Ön nås österifrån med bro från fastlandet, och västerifrån med en liten bilfärja.